# Gravidez ectópica
Gravidez ectópica é uma complicação da gravidez em que o embrião se forma fora do útero. Os sinais e sintomas clássicos incluem dor abdominal e hemorragia vaginal, contudo menos de 50% das mulheres apresentam os dois sintomas. Esta dor pode ser descrita como cortante e localizada, ou dor persistente e difusa, ou ainda semelhante a cãibras. A dor pode ainda espalhar-se para o ombro no caso de ocorrer hemorragia para o abdómen. As hemorragias graves podem causar ritmo cardíaco acelerado, desmaio ou choque circulatório. Exceto em situações muito raras, o feto de uma gravidez ectópica é incapaz de sobreviver.
Entre os fatores de risco para uma gravidez ectópica estão a doença inflamatória pélvica, em muitos casos originada por clamídia, fumar, antecedentes de cirurgia às trompas de Falópio, antecedentes de infertilidade e uso de reprodução medicamente assistida. As mulheres que anteriormente tiveram uma gravidez ectópica apresentam um risco muito maior de vir a ter outra. 90% das gravidezes ectópicas desenvolvem-se nas trompas de Falópio e são denominadas gravidezes tubárias. A nidação pode também ocorrer no colo do útero, ovários ou no abdómen. Uma gravidez ectópica é geralmente diagnostica com recurso a ecografia e análises ao sangue para deteção de gonadotrofina coriónica humana. Para confirmar o diagnóstico pode ser necessária a repetição dos exames em diversos momentos. A ecografia vaginal apresenta maior precisão. Entre outras condições que apresentam sintomas semelhantes estão o aborto espontâneo, a torção do ovário e a apendicite.
A prevenção consiste em diminuir os fatores de risco, como tratar as infeções por clamídia. Embora algumas gravidezes ectópicas se resolvam sem tratamento, à data de 2014 esta abordagem ainda não estava bem estudada. O tratamento pode consistir em medicamentos ou cirurgia. Pode ser administrado metotrexato, que é mais eficaz quando os níveis de gonadotrofina coriónica humana são baixos e o embrião é ainda pequeno. A cirurgia é recomendada quando existe rutura da trompa, quando existe batimento cardíaco fetal ou quando os sinais vitais da mãe são instáveis. A cirurgia pode ser laparoscópica, com uma incisão mínima, ou laparotómica, através de uma incisão maior. Com tratamento, o prognóstico é geralmente bom.
Em países desenvolvidos, a taxa de gravidezes ectópicas é de 1–2%, embora possa chegar aos 4% entre pessoas em programas de reprodução medicamente assistida. É a causa mais comum de morte durante o primeiro trimestre de gravidez, sendo responsável por 10% do total de mortes. Embora nos países desenvolvidos o prognóstico tenha vindo a melhorar, nos países em desenvolvimento ainda são insatisfatórios. O risco de morte entre países desenvolvidos é de 0,1–0,3%, enquanto nos países em desenvolvimento é de 1–3%. A primeira descrição conhecida de uma gravidez ectópica foi feita pelo médico andaluz Abulcasis no século XI. O termo "ectópico" significa "fora do local".

## Sinais e sintomas
Por vezes a gravidez ectópica pode não ser notada, e os primeiros sintomas podem incluir:
- Atraso menstrual;
- Sangramento vaginal e;
- Dor pélvica.

Ocorrendo a ruptura da gravidez ectópica, há hemorragia dentro da cavidade abdominal, com ocorrência de dor abdominal de intensidades variáveis, além de tonturas, dor no pescoço, ombro e desmaio.

## Causas
As causas mais comuns são todos os fatores que impedem a passagem do óvulo para a cavidade uterina como como:
- Dispositivo intra-uterino (DIU);
- Doença inflamatória pélvica;
- Tabagismo e/ou alcoolismo;
- Tratamento para infertilidade;
- Doenças sexualmente transmissíveis;
- Exposição prévia a dietil-estil-bestrol (DEB);
- Cirurgia tubária ou intra-uterino;
- Laqueadura.

### Fatores de risco
Um histórico de abortos anteriores, tanto naturais quanto induzidos, aumenta o risco de gravidez ectópica. Fazer outras cirurgias abdominais também aumenta o risco, especialmente quando há complicações. É comum ter múltiplas gravidezes ectópicas, com um nível de re-incidência de mais de 30%. Também é mais comum antes dos 20 anos e depois dos 40. A maioria das gestações ectópicas ocorre nas trompas em porções distais, principalmente na ampola.

### Complicações
A gravidez ectópica geralmente sofre interrupção (ruptura) entre 6 e 12 semanas dependendo do local onde está implantada. Os exames solicitados são exames de sangue para determinar a perda sanguínea e a presença de infecção e a ecografia pélvica transvaginal além do próprio exame de gravidez e laparoscopia.

## Prevenção
Prevenção da gravidez ectópica esta diretamente ligada ao tratamento das doenças sexualmente transmissíveis, o uso de camisinha e planejar a gravidez para entre os 20 e 40 anos. Caso já esteja grávida é importante fazer um exame para verificar as condições do feto logo nos primeiros meses.

## Tratamento
No início da gravidez existe a possibilidade de usar medicamentos como metotrexato para que o embrião seja re-absorvido pela mãe ou expelido na menstruação. Complicações como hemorragia interna precisam ser tratadas com cirurgia de emergência e são risco para a vida da mãe. O tratamento cirúrgico em casos leves, pode ser convencional, envolvendo a retirada apenas da gravidez ou pode ser mais radical e retirar todo o tubo afetado, reduzindo os riscos de outra gravidez ectópica, mas também reduzindo as chances de uma nova gravidez. Geralmente é realizado por laparoscopia com laparotomia.
Em raríssimos casos, antes do primeiro mês de gravidez, pode ser possível transplantar com sucesso o embrião ao útero, mas é raro descobrir uma gravidez antes do primeiro mês. Porém apenas dois casos foram bem sucedidos e frequentemente envolvem maiores riscos para a vida da mãe.